# Argemiro Veiga
Argemiro Veiga Gonçalves, también conocido como Veiga, es un exfutbolista brasileño. Entre 2000 y 2006 vistió la playera de diversos clubes mexicanos.

## Clubes
| Club          | País    | Año         |
| ------------- | ------- | ----------- |
| Coritiba      | Brasil  | 1992 - 1993 |
| Joinville     | Brasil  | 1994 - 1997 |
| Sion          | Suiza   | 1997 - 1998 |
| Le Havre      | Francia | 1999        |
| Servette      | Suiza   | 1999        |
| Coritiba      | Brasil  | 2000        |
| Monterrey     | México  | 2000 - 2002 |
| América       | México  | 2002        |
| Atlas         | México  | 2003        |
| Santos Laguna | México  | 2004        |
| Monterrey     | México  | 2004 - 2005 |
| San Luis      | México  | 2005        |
| Tigres UANL   | México  | 2006        |
| Juventude     | Brasil  | 2006 - 2007 |
| Coritiba      | Brasil  | 2007 - 2009 |